# Alleluja

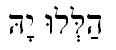
Hebrajskie hallelujah.

Alleluja (hebr. ‏הַלְלוּיָהּ‎ hallelujah, czy też halelu-Jáh – „wychwalajcie Jahwe”) – biblijna aklamacja, wychwalająca Jahwe i jednocześnie zwrot nawołujący do  jego wychwalania. Zwrot ten jest użyty dwadzieścia cztery razy w Starym Testamencie, głównie w Księdze Psalmów oraz cztery razy w greckiej transliteracji w Nowym Testamencie. Po raz pierwszy pojawia się w Psalmie 104:35. Z wyjątkiem Psalmu 135:3 wprowadza i (lub) kończy psalmy, w których się znajduje. W Apokalipsie św. Jana: „Potymem słyszał jakoby głos rzeszy wielkich na niebie: Allelu-Ja! Zbawienie i chwała i moc Bogu naszemu jest” (Ap 19,1 Biblia Wujka 1599), „Potem usłyszałem jak gdyby głos wielkiego tłumu w niebie – mówiących: Alleluja!” (Ap 19,1 Biblia Tysiąclecia 1965). Alleluja stanowi tu wprowadzenie do serii hymnów.
Zwrot ten stał się częścią chrześcijańskiej liturgii kościelnej oraz szerzej – kultury, np. wejście do języka potocznego jako okrzyk radości, tekstów piosenek w muzyce rozrywkowej czy też życzeń na kartkach pocztowych lub na wystawach sklepów w okresie związanym ze Świętami Wielkanocnymi. Ze względu na szczególny związek z Wielkanocą, życzenia „wesołego Alleluja!” stały się synonimem życzeń „wesołych Świąt Wielkanocnych”.

## W Kościele katolickim
W liturgii katolickiej mszy świętej Alleluja występuje jako aklamacja przed Ewangelią i bezpośrednio ją poprzedza, łącząc się z wersetem przed Ewangelią. Towarzyszy także niektórym antyfonom we mszy i liturgii godzin, a obowiązkowo dodaje się ją na ich końcu w okresie wielkanocnym. Występuje też w wersecie rozpoczynającym godziny kanoniczne liturgii godzin. Dwukrotne Alleluja dodaje się również do rozesłania i odpowiedzi wiernych na końcu obrzędów w Oktawie Wielkanocy i na Zesłanie Ducha Świętego.
Aklamację tę opuszcza się w od Środy popielcowej do Wielkiej Soboty włącznie (dawniej również w czasie przedpościa). We mszy, zamiast niej, zależnie od okoliczności, można użyć jednej z następujących aklamacji: „Chwała Tobie, Chryste, Królu wiecznej chwały”; „Chwała i cześć Tobie, Panie Jezu”; „Chwała i cześć Tobie, Chryste”; „Chwała Tobie, Słowo Boże”; „Chwała Tobie, Królu wieków” albo innej podobnej.